# OT Волопаса
OT Волопаса (лат. OT Boötis) — двойная затменная переменная звезда типа Алголя (EA) в созвездии Волопаса на расстоянии приблизительно 1730 световых лет (около 530 парсеков) от Солнца. Видимая звёздная величина звезды — от +10,25m до +9,8m. Орбитальный период — около 15,64 суток.

## Характеристики
Первый компонент — жёлто-белая звезда спектрального класса F8*. Радиус — около 6,47 солнечных, светимость — около 30,827 солнечных. Эффективная температура — около 5346 K.